# Hydrosmilodon saltensis
Hydrosmilodon saltensis is een haft uit de familie Leptophlebiidae. De wetenschappelijke naam van de soort is voor het eerst geldig gepubliceerd in 1992 door Flowers & Domínguez.